# Variante (Software)
In der Softwareentwicklung werden verschiedene Ausprägungen eines Produkts als Varianten bezeichnet. Varianten haben häufig, aber nicht zwangsläufig eine gemeinsame Basis, aus der sie hervorgehen und unterscheiden sich durch variantenspezifische Eigenschaften. Meist werden zusammengehörige Varianten, also Varianten, die sich aus einem gemeinsamen Kern ableiten, als Produktlinie bezeichnet.
Varianten einer Software können unabhängig von einer zeitlichen Betrachtung entstehen. In größeren Produktlinien werden sie allerdings meist gleichzeitig veröffentlicht (Beispiel: Das Betriebssystem Microsoft Windows erscheint in seinen verschiedenen Varianten, wie z. B. Home, Professional etc. zum gleichen Zeitpunkt.).
Da einem Produkt auch bei Versionsübergängen zwischen Softwareversionen in der Regel neue Eigenschaften hinzugefügt werden, könnten auch Versionen als Varianten einer Software angesehen werden. Im allgemeinen Sprachgebrauch wird daher oft von Versionen statt Varianten gesprochen. Dies ist meist unproblematisch, da die Unterscheidung dann ohnehin keine Rolle spielt. In Fällen, in denen jedoch Variantenbildung in einem Projekt auftritt und deren Betrachtung umsetzungsrelevant wird, kann die klare begriffliche Differenzierung zwischen Variante und Version vielen Verwechslungen vorbeugen.
In der Softwareentwicklung können Varianten auf verschiedene Art und Weise verwaltet werden. Häufig ist ein proprietärer Umgang mit Varianten in Excel-Tabellen, Datenbanken oder mit ähnlichen Methoden. Zum anderen etablieren sich im kommerziellen Sektor langsam Tools zum Variantenmanagement, wobei das verbreitetste hierbei wohl pure::variants sein dürfte. In Verbindung mit Systemen zur Versionsverwaltung, wird somit der gesamte Bereich von möglicher Variabilität in Softwareprojekten abgebildet.